# Gwiazda Atlantyku
Gwiazda Atlantyku (ang. Atlantic Star) – gwiazda Wspólnoty Brytyjskiej, za udział w II wojnie światowej na Atlantyku, zaliczana do medali kampanii brytyjskich.

## Zasady nadawania
Gwiazda była nadawana za sześć miesięcy służby na wodach Atlantyku lub wodach terytorialnych w okresie od 3 września 1939 do 8 maja 1945.
Nominowany przed zakwalifikowaniem się do Atlantic Star musiał otrzymać wcześniej Gwiazdę za Wojnę 1939–1945.
Piloci RAF, którzy ukończyli dwa miesiące służby w operacjach bojowych na wymienionych obszarach po zaliczeniu warunków uprawniających do otrzymania Gwiazdy 1939–1945.
Marynarze marynarki handlowej również kwalifikowali się do otrzymania tego medalu. Wymagana od nich była służba na wodach terytorialnych Atlantyku, w konwojach północno-rosyjskich lub na wodach południowego Atlantyku, na zachód od 20°E.
Gwiazda była nadawana natychmiastowo jeśli czas służby zakończył się przez śmierć, niezdolność do dalszej służby lub odniesione rany.
Medal za odwagę lub zawiadomienie o honorowym czynie również pozwalało na natychmiastowe otrzymanie medalu.
Brytyjskie przepisy mundurowe określały, że nagrodzony medalem Gwiazda Atlantyku nie mógł otrzymać Gwiazdy Lotniczych Załóg w Europie ani Gwiazdy Francji i Niemiec.
Późniejsze zmiany uprawniały do otrzymania Gwiazdy Lotniczych Załóg w Europie lub Gwiazdy Francji i Niemiec i były oznaczane przez odpowiednią klamrę do Gwiazdy Atlantyku przypinaną do wstążki odznaczenia. Przepisy jednak zezwalały tylko na pierwszą klamrę. Na baretce doczepiano srebrną rozetkę w kształcie róży heraldycznej.
Dozwolone były następujące kombinacje medali:
- Aircrew Europe Star z klamrą „France and Germany”
- Aircrew Europe Star z klamrą „Atlantic”
- Atlantic Star z klamrą „Aircrew Europe
- Atlantic Star z klamrą „France and Germany”
- France and Germany Star z klamrą „Atlantic”

## Opis
Wstążka była opracowana przez Króla Jerzego VI.
Kolorowe pasy: błękitny, biały i zielony reprezentowały kolory wody morskiej.
Sześcioramienna gwiazda z brązu o wysokości 44 mm i szerokości 38 mm.
W centrum znajduje się okrągła tarcza z monogramem królewskim GRI VI i królewską koroną. W otoku napis: The Atlantic Star.